# Retinoscòpia
La retinoscòpia, també coneguda com esquiascòpia, és una tècnica emprada per realitzar el mesurament objectiu del poder refractiu de l'ull, mitjançant la interpretació del moviment de la llum reflectida a la retina, en ser il·luminada amb un retinoscopi.
Permet detectar opacitats i/o irregularitats en els medis refractius del globus ocular (còrnia, humor aquós, cristal·lí i humor vitri).

## Història
La retinoscòpia es va originar quan William Bowman va observar una línia d'ombra en examinar un ull astigmàtic amb un oftalmoscopi. El 1873, el metge militar Cuignet va començar a mesurar la refracció ocular. El 1886 Edmund Landolt va descriure el procediment per a l'ús del retinoscopi. El 1926 Copeland patenta el retinoscopi de franja, instrument usat des de llavors pels optometristes i oftalmòlegs.

## Retinoscopi
El retinoscopi és un instrument utilitzat per determinar el punt focal de lull del pacient. Quan el punt focal del retinoscopi i l'ull coincideixen, la imatge del retinoscopi apareix com una línia clarament enfocada i immòbil a la pupil·la de l'ull. Consta d´una font de llum, una lent, un mirall pla i un mirall còncau i un comandament d´enfocament per variar la distància entre la bombeta i la lent.